# Ďurďošík
Ďurďošík – wieś (obec) na Słowacji położona w kraju koszyckim, w powiecie Koszyce-okolice. Pierwsze wzmianki o miejscowości pochodzą z roku 1330. 
Według danych z dnia 31 grudnia 2012, wieś zamieszkiwało 411 osób, w tym 208 kobiet i 203 mężczyzn.
W 2001 roku rozkład populacji względem narodowości i przynależności etnicznej wyglądał następująco:
- Słowacy – 98,8%
- Czesi – 0,6%
- Romowie – 0,3%
- Węgrzy – 0,3%

Ze względu na wyznawaną religię struktura mieszkańców kształtowała się w 2001 roku następująco:
- Katolicy rzymscy – 78,01%
- Grekokatolicy – 3,31%
- Ewangelicy – 10,54%
- Prawosławni – 0,3%
- Ateiści – 5,72%
- Nie podano – 0,6%